# Club Atlético Argentino (Firmat)

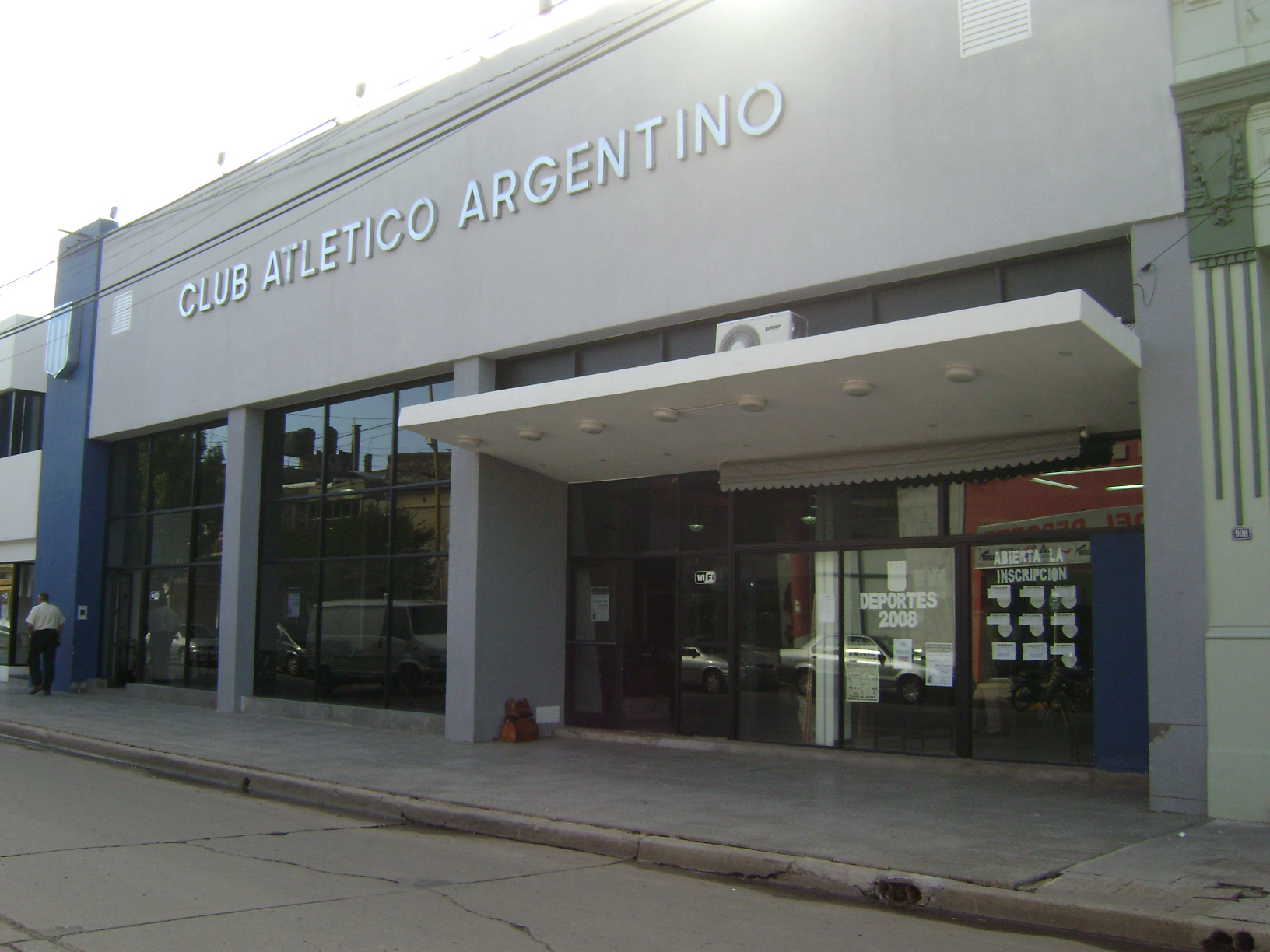
Club Atlético Argentino

El Club Atlético Argentino es una institución deportiva cuya sede se ubica en la ciudad de Firmat, provincia de Santa Fe, Argentina. Su fundación fue el 1 de agosto de 1922.
Participó en la máxima categoría del baloncesto, la Liga Nacional de Básquet y la Primera División de fútbol de Argentina, siendo uno de los seis clubes del país en esa condición. Participa en el Torneo Federal de Básquetbol, organizado por la Confederación argentina de básquetbol.
Del club surgieron figuras consagradas del deporte nacional como Walter Samuel en fútbol y Antonio Porta en básquet (ganador del bronce olímpico con la selección). Deben destacarse también los futbolistas Jonás Aguirre, Jorge Pellegrini, Oscar Agonil y Mario Vanemerack.
Cuenta con un predio de 33 ha denominado "Villa Deportiva", donde se concentran las actividades deportivas como fútbol (cuatro canchas), tenis (siete canchas), rugby, motocross y cuatriciclos. Para el verano, dispone de una pileta de 160m x 60m, quinchos y vestuarios. En las instalaciones que posee en el centro de la ciudad, se encuentra su sede social con capacidad para 250 personas y un restaurante para 90 personas, inaugurados en el año 2007. Asimismo, posee un estadio cerrado con capacidad para 800 personas sentadas, y el gimnasio N° 2 para actividades deportivas relacionadas con patín y vóley.

## Historia
La institución fue fundada desde el 1 de agosto de 1922. Consigue su primer título de la Liga Deportiva del Sur en el año 1968, logro que repetiría en ocho ocasiones más a lo largo de su historia.

### Torneo Nacional
Entre 1967 y 1985, la Asociación del Fútbol Argentino organizó el Campeonato Nacional de fútbol, donde participaban clubes del interior del país. En 1984, luego de ganar la liga, Argentino tuvo la posibilidad de jugar el Torneo Regional 1984. Luego de vencer a Atlético Elortondo, Chañarense de Chañar Ladeado, Atlético Chabas, Sportivo Norte de Rafaela, Libertad de Concordia y Renato Cesarini de Rosario, clasificó a la Primera División del fútbol argentino, el Torneo Nacional 1985.
Para el Nacional, trajo como refuerzos a Víctor Bottaniz, Alcides Merlo, Ángel Landucci y Julián Infantino. Además, se remodeló el estadio con tribunas tubulares para llevar la capacidad a 10 000 espectadores.
Su primer partido fue de local ante Vélez Sarsfield donde consiguió un improcedente empate 1:1 mereciendo la derrota, siendo mejor el equipo visitante. Su paso por la máxima categoría dejaría una marca de ocho partidos disputados con tres triunfos, un empate y cuatro derrotas.

### Liga Nacional de Básquet
En básquet, Argentino participó en la Liga Nacional entre los años 1985 y 1987. Fue uno de los pioneros, siendo su plantel profesional y el del Club Atlético San Lorenzo de Almagro, quienes dieron inicio a la liga, en el Estadio Obras Sanitarias. El norteamericano Leonard Goggins que participó representando a Argentino en el histórico salto inicial, fue además el que tuvo el primer récord de puntos de la Liga Nacional al convertir 44 puntos en esa primera jornada que posibilitó el triunfo por 101 a 99.
Argentino finalizó la temporada 1985 con 45 puntos, por sus 16 triunfos en 29 presentaciones. En 1986 obtuvo 43 puntos, con 13 victorias en 30 partidos. La última participación fue en 1987 donde ganó nuevamente 13 partidos de 30.

## Instalaciones
Asimismo el Departamento de Deportes, Estadio principal de 50m x 30, con capacidad para 2.500 espectadores, Gimnasio Auxiliar N° 1(10x20), Pileta de Natación de 25 × 12 metros climatizada y dependencias de vestuarios y gimnasio de aparatos; también se encuentran en esta área el gimnasio auxiliar N° 2, donde se desarrollan las actividades de patín artístico, gimnasia deportiva y escuelita predeportiva. Así mismo cuenta con un sector de quincho y amplio parrillero.
Posee así mismo, un predio deportivo y recreativo de 33 ha, donde se encuentra el natatorio con capacidad para cinco millones de litros. Las instalaciones comprenden, sectores para camping, quinchos, asadores, mesadas, canchas de paddle, vóley playero y bar comedor. Avanzando se llega al estadio de fútbol el que fuera escenario de las jornadas de los torneos regionales y Campeonato Nacional de la A.F.A., encontrándose a su lado las canchas auxiliares y de rugby, junto a las siete correspondientes a tenis. Desde el año 2008 cuenta con un circuito Permanente de Moto Cross y Cuatriciclos de 1300 metros de recorrido dentro de una superficie de 30.000 M² destinados a este complejo.

## Jugadores
Plantel 2023

## Palmarés

### Fútbol
- Campeonato de Primera División de la Liga Deportiva del Sur (10): 1968, 1970, 1971, 1974, 1978, 1984, 1986 (Apertura), 1986 (Clausura), 2017 (Apertura y Superfinal), 2022 (Clausura)
- Torneo Regional (1): 1984.[10]
- Liga Interprovincial (1): 1966

### Básquet
- Campeonato de Primera División de la Asociación Venadense de Básquet: 1972, 1973, 1975, 1977, 1978, 2009, 2012, 2013, 2014, 2015, 2016, 2017(2.- torneo apertura y clausura).
- Campeonato de Primera División de la Asociación Cañadense de Básquet: 1983
- Campeonato de Primera División de la Asociación del Sur de Básquet: 1983
- Campeonato de Primera B de la Liga Nacional de Básquet: 1984
- Campeonato de Primera División de la Asociación Firmatense de Básquet: 1962, 1963, 1964
- Campeonato Categoría Sub 15 de la Asociación Venadense de Básquet: 2009
- Campeonato Categoría Cadetes de la Asociación Venadense de Básquet: 2008
- Campeonato Categoría Infantiles de la Asociación Venadense de Básquet (2): 1997, 2007